# Pseudepicausta contrahens
Pseudepicausta contrahens är en tvåvingeart som först beskrevs av Walker 1860.  Pseudepicausta contrahens ingår i släktet Pseudepicausta och familjen bredmunsflugor. Inga underarter finns listade i Catalogue of Life.